# Clavelina maculata
Clavelina maculata är en sjöpungsart som beskrevs av Monniot 200. Clavelina maculata ingår i släktet Clavelina och familjen klungsjöpungar. Inga underarter finns listade i Catalogue of Life.